# Calamus (Software)
Calamus ist ein rahmenorientiertes Layout- und DTP-Programm, das ursprünglich in Deutschland für Atari-ST-Computer entwickelt wurde. Atari verkaufte das Programm als Schwarz-Weiß-Version ab dem 1. Juli 1987 eine Zeit lang zusammen mit dem MegaST und einem Laserdrucker als Komplett-DTP-System. Der Name Calamus leitet sich von der lateinischen Bezeichnung eines Schreibgerätes aus Schilfrohr ab (siehe Kalamos).

## Geschichte
Das DTP-Programm Calamus wurde am 1. Juli 1987 in einer ersten Version für Atari-ST-Computer von der DMC GmbH aus Walluf auf den Markt gebracht. Diese erste Version war auf schwarz/weiß beschränkt, bot aber bereits damals die bis heute verwendete Satz- und Layout-Technik von Objektrahmen für Seitenelemente von Druckprodukten.
1989 erschien die Farbversion Calamus SL (Satz und Layout) sowie kurz darauf für Berthold-Satz-Workstations unter Lizenz. Der Calamus SL war auch für professionelle Anforderungen von Satzstudios, Werbeagenturen und für die Druckvorstufe in Druckereien prädestiniert.
Der Calamus SL konnte durch sein Software-RIP auf hochauflösende Satzbelichter, wie z. B. von Linotype und AGFA fertige Druckvorlagen und Farbauszüge mit bis zu 4.000 dpi ausgeben, wie es Druckereien für die damalige Montage von Druckplatten benötigten.
Ebenso in 1989 lizenzierte die DMC GmbH mit den „Calamus-Profi-Center“ (CPC) auch einen bundes- und europaweiten Vertrieb. Die CPCs unterteilten sich in typische ATARI-Händler für den privaten bis semiprofessionellen Markt einerseits. Andererseits wurden professionelle Unternehmen lizenziert, die den Ansprüchen von Werbeagenturen, Satzstudios und Druckereien entsprechen und diese supporten konnten.
Mit der politischen Wende wurden ab 1990 auch CPCs in den neuen Bundesländern lizenziert. In Druckereien der neuen Bundesländer Thüringen, Sachsen und Sachsen-Anhalt entwickelte sich der Calamus SL bis Mitte der 90er Jahre zum meistverwendeten DTP-System in der Druckvorstufe.
Mit aufkommendem Windows 95 und der Microsoft-/Intel-Kooperation verschwanden Computerhersteller wie Atari, Commodore, Schneider-Computer u. a. von Mitte bis Ende der 1990er Jahre vom Markt, später auch die Druckvorstufensysteme von Berthold und AGFA. Der professionelle grafische Druckvorstufenmarkt wurde inzwischen von Apple Computer und dem Softwareunternehmen ADOBE dominiert. Die primären Programme Adobe Photoshop, Indesign, Illustrator u. a. waren bald auch auf Windows-Computern verfügbar. Der Calamus verlor zumindest bei professionellen Anwendern an Bedeutung.
Nachdem die ursprüngliche, deutsche Rechteinhaberin DMC GmbH mit Calamus SL eine Farbversion entwickelt und ab dem 24. Mai 1991 erfolgreich am damaligen (Atari-)Markt platziert hatte, spaltete sie die Entwicklung in zwei unabhängige Zweige auf und ließ eine dänische Entwicklercrew unter Thomas Nielsen eine native Windows-Version entwickeln. Die Calamus-Version für Windows NT kam zeitgleich mit dem neuen Microsoft Windows NT auf den Markt. Strategische Vertriebspartner wurden neben Digital, Olivetti auch Siemens.
Da der Erfolg des neuen Windows NT zu lange auf sich warten ließ, verkaufte DMC schließlich aus finanziellen Gründen die Rechte an die kanadische Softwarefirma MGI, die vorher u. a. Calamus in Nordamerika vertrieben und mit einfachen Windows-Programmen wie Photosuite und VideoWave einen Namen als Massensoftware-Hersteller errungen hatte.
MGI wurde später von der amerikanischen Softwarefirma Roxio geschluckt, von der Ulf Dunkel 2002 alle Calamus-Rechte für seine deutsche Softwarefirma invers Software zurückkaufen konnte. Invers Software hatte schon vorher exklusiven Support und Produktpflege des ursprünglichen Calamus SL übernommen, über die Jahre immer mehr Rechte externer Module gekauft und das Originalprogramm Calamus SL kontinuierlich weiterentwickelt. Invers Software hat angekündigt, die Entwicklung von Calamus zum 31. März 2018 einzustellen.
Es enthält Funktionen zum PDF-Export (Bridge-Modul mit PDF-Export seit 1996) und PDF-Import (Calipso 3 PRO-Modul seit 1998).
Calamus SL hatte 2015 etwa 4.250 aktive Nutzer weltweit.

## Calamus’ intelligentes Kerning

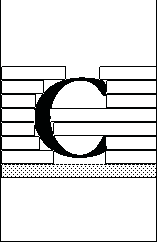
Kerning in Calamus funktioniert mit jeweils acht Streifen, die sich links und rechts an den Glyph anschmiegen.

Anstatt Kerningpaare oder einfache Bemaßungen benachbarter Zeichen zu verwenden, enthalten die nativen Calamus-Fonts Abstandwerte links und rechts jedes Zeichens in acht verschiedenen Höhenstufen. Anders als die Kerning-Informationen in anderen Formaten werden die daraus resultierenden Streifen verwendet, um Zeichen optimal aneinanderzuschmiegen, selbst wenn die Zeichen aus verschiedenen Schriften stammen oder unterschiedliche Größen haben.
Im Unterschied dazu sind Kerning-Informationen in OpenType- und TrueType-Schriften so implementiert, dass sie nur funktionieren, wenn die benachbarten Zeichen von der gleichen Schrift stammen, was manchmal zu Zeichen-Verschmelzungen oder schlechtem Kerning führen kann. Eine Alternative hierzu ist, optisches Kerning zu nutzen, bei dem die Formen des Zeichens analysiert werden, um die passenden Abstände zu ermitteln. Calamus’ Ansatz kann als eine Simplifizierung dieses Prinzips angesehen werden, bei dem mit einer kleinen Schriftgröße des endgültigen Zeichens gearbeitet wird.

## Software-RIP
Calamus selbst ist ein Software-RIP (Raster-Image-Prozessor) und unterstützt verschiedene, einstellbare Rasterpunkt-Formen und -Größen zur gleichen Zeit. Rasterinformationen werden pro Dokument, Seite oder sogar pro Rahmen behandelt. Das Programm benutzt zudem die einzigartige, beachtenswerte Methode der angeschnittenen Rasterpunkte, bei denen Rasterpunkte an bestimmten Kanten abgeschnitten oder geclippt werden können, abhängig von den verwendeten Dokument-Layoutelementen. Daher benötigt es keinen externen RIP für die Interpretation, das Rendern und Rastern eines Dokuments. Mittels eines speziellen Moduls unterstützt Calamus Punkt-Rasterung (unter dem Begriff Star Screening), eine frequenzmodulierte Halbton-Darstellungsmethode (auch Stochastisches Rastern oder FM-Rastern genannt).

## Versionen
Die erste Version von Calamus erschien 1987 als DTP-System für Ausgaben in schwarz/weiß (z. B. Laserdrucker).
Die erste professionelle Version erschien 1989 mit Calamus SL für Ausgaben auf üblichen Druckern, bis hin zu hochauflösenden Satzbelichtern und Farbseparationen für Druckereien.
Neben diesen beiden Hauptversionen konnte das DTP-System durch optionale Module erweitert werden, für die es ebenfalls mehrere Versionen gab.
Mit Übernahme durch die inverse-Software 2002 erschien der Calamus SLC, der noch bis 2015 weiterentwickelt und bis 2018 supportet wurde.
Calamus SL ist seither durch einen integrierten CPU-Emulator auch unter Windows nutzbar. Mit der Zusatzsoftware MagicMac(X) kann man Calamus zudem auf Apple-Computern einsetzen. Auf beiden Gastplattformen nutzt Calamus durch die benötigten Emulatoren sowohl Atari-Code als auch nativen Code zur Geschwindigkeitssteigerung. Calamus erkennt die auf dem Wirtssystem installierten Drucker und kann diese nutzen.
MagicMac(X) ist jedoch nur auf Rechnern bis Mac OS X Snow Leopard (Version 10.6.8) lauffähig, Mac OS X Lion (Version 10.7) wird nicht mehr unterstützt, da das Apple Carbon Framework, das ursprünglich als Brückentechnologie von Mac OS (Classic) zu Mac OS X eingeführt wurde, nicht mehr unterstützt wird. Andreas Kromke (Autor des SingleTasking-TOS-Ersatzes KAOS sowie des Multitasking-OS MagiC) arbeitete jedoch am neuen Cocoa-basierten Emulator „AtariX“. Andreas Kromke hat die Weiterentwicklung von „AtariX“ abgebrochen und die Quelltexte an Calamus-SL-Entwickler und Vertreiber Ulf Dunkel übergeben. Im März 2018 hat er den Sourcecode unter der GPL v3 Open-Source-Lizenz veröffentlicht.
Für macOS (Mac OS X) hat invers Software einen neuen, nativen Publisher unter dem Namen iCalamus entwickelt.